# Macrodictyum latifolium
Macrodictyum latifolium är en bladmossart som beskrevs av M. J. Price 2002. Macrodictyum latifolium ingår i släktet Macrodictyum och familjen Dicranaceae. Inga underarter finns listade i Catalogue of Life.